# Gare d’Austerlitz metróállomás
A Gare d’Austerlitz egy metróállomás Franciaországban, Párizsban a párizsi metró 5-ös és 10-es metróvonalán. Tulajdonosa és üzemeltetője a RATP.

## Nevezetességek a közelben
- Paris Gare d’Austerlitz - Párizs egyik fejpályaudvara

## Metróvonalak
Az állomást az alábbi metróvonalak érintik:
- 5-ös metróvonal
- 10-es metróvonal

## Kapcsolódó állomások
A metróállomáshoz az alábbi állomások vannak a legközelebb:
- Saint-Marcel (Place d’Italie, 5-ös metróvonal)
- Quai de la Rapée (Bobigny – Pablo Picasso, 5-ös metróvonal)
- Jussieu (Boulogne – Pont de Saint-Cloud, 10-es metróvonal)
- Chevaleret (Ivry-Gambetta, 10-es metróvonal, tervezett építmény)